# Vilobí Club de Futbol
El Vilobí Club de Futbol fou un club de futbol català del municipi de Vilobí d'Onyar, a la Selva.

## Història
El club va ser fundat l'any 1975. Durant els anys 90 el club visqué una gran etapa futbolística amb la participació durant onze temporades consecutives a la Tercera Divisió catalana de futbol. L'any 2001, després de baixar a Primera Catalana, el club decidí renunciar a la categoria i quedar-se només amb diversos equips de futbol base. L'any 2004 el club es fusionà amb el Girona FC i desaparegué.
El mateix any 2004 un grup de pares compromesos en l'esport dels seus fills, van voler donar resposta a les inquietuds que en aquell moment hi havia, sobretot després de la desaparició total del Club de Futbol Vilobí i finalment l'any següent o sigui el 2005 varen decidir fundar l'A.E.VILOBÍ (Associació Esportiva Vilobí) al poble de Vilobí d'Onyar, Comarca de la Selva Província de Girona.

## Temporades
- 1983-84: 1a Territorial 1r[2]
- 1984-85: Territorial Preferent 4t[3]
- 1985-86: Territorial Preferent 10è[4]
- 1986-87: Territorial Preferent 7è[4]
- 1987-88: Territorial Preferent 8è[5]
- 1988-89: Territorial Preferent 2n[6]
- 1989-90: Territorial Preferent 1r[7]
- 1990-91: 3a Divisió 5è
- 1991-92: 3a Divisió 10è
- 1992-93: 3a Divisió 15è
- 1993-94: 3a Divisió 8è
- 1994-95: 3a Divisió 4t
- 1995-96: 3a Divisió 8è
- 1996-97: 3a Divisió 6è
- 1997-98: 3a Divisió 9è
- 1998-99: 3a Divisió 15è
- 1999-00: 3a Divisió 11è
- 2000-01: 3a Divisió 19è